# Broken Heart (White Lion)
Broken Hearts è il singolo di debutto del gruppo musicale statunitense White Lion.
La canzone è apparsa per la prima volta nell'album Fight to Survive ed è stata accompagnata da un video musicale. Successivamente è stata registrata una nuova versione che è stata pubblicata come secondo singolo dall'album Mane Attraction del 1991. Questa versione è stata accompagnata da un nuovo video musicale ed è stata inclusa l'anno successivo nella raccolta The Best of White Lion.

## Tracce

### Versione del 1985
1. Broken Heart – 3:33
2. El Salvador – 4:49

### Versione del 1991
1. Broken Heart '91 – 4:08
2. Leave Me Alone – 4:26

## Formazione

### Versione del 1985
- Mike Tramp – voce
- Vito Bratta – chitarre
- Felix Robinson – basso
- Nicki Capozzi – batteria

### Versione del 1991
- Mike Tramp – voce
- Vito Bratta – chitarre
- James Lomenzo – basso
- Greg D'Angelo – batteria